# 沈阳医学院附属第二医院
沈阳医学院附属第二医院 (英語：The Second Affiliated Hospital of Shenyang Medical College)，创立于1936年，是一所集医疗、科研、教学、预防、保健、康复为一体的大型综合三级甲等医院，医院设有和平、沈河、皇姑、沈北四个院区，总部和平院区位于中华人民共和国辽宁省沈阳市和平区北九马路20号，占地面积11.94万平方米，建筑面积19.75万平方米，拥有床位1900张，职工1469人。